# Cantorchilus thoracicus
Cantorchilus thoracicus е вид птица от семейство Орехчеви (Troglodytidae).

## Разпространение
Видът е разпространен в Хондурас, Никарагуа, Коста Рика и Панама.